# The Exodus Decoded
The Exodus Decoded (br.: O Êxodo decifrado) é um documentário canadense de 2006 com roteiro e direção do cineasta judeu canadense Simcha Jacobovici e produção de James Cameron.
O documentário explora diversas provas que confirmariam a ocorrência do evento bíblico conhecido por Êxodo, ou seja, a saída dos judeus do Egito, liderados por Moisés.
Jacobovici sugere que o evento do Êxodo teria ocorrido por volta de 1.500 A.C, durante o reinado do faraó Amósis I da 18ª dinastia, época em que ocorreu a erupção vulcânica do Santorini, a maior da História. No documentário, as dez pragas do Egito citadas na Bíblia são explicadas como resultado da citada erupção e seus efeitos na  região do Delta do Nilo. As provas arqueológicas reunidas por Jacobovici foram encontradas no Egito, algumas em Micenas na Grécia, onde existe um ornamento de ouro que poderia representar um desenho da Arca da Aliança.
Com uso extensivo de computação gráfica e efeitos visuais realizados pela Gravity Visual Effects Inc. sediada em Toronto.
Com duração de 90 minutos, o documentário foi exibido primeiramente no Canadá em 16 de abril de 2006, no Discovery Channel daquele país. Nos EUA foi transmito pelo History Channel.

## As provas arqueológicas egípcias
- A expulsão dos Hicsos foi registrada pelos egípcios. Jacobovici sugere que os Hicsos e os Hebreus eram o mesmo povo, uma tese defendida pelas descobertas da capital desse povo, conhecida por Avaris (30°47'14.71"N, 31°49'16.92"E) que se pronuncia "Yakov/Yakub" (de Yaqub-her), similar ao nome hebreu do patriarca bíblico Jacó (Ya'aqov).

- As estelas de Amoses, fragmentos monolíticos com inscrições e que foram descobertos na cidade de Karnak por Henri Chevalier em 1947.[1] Neste monolito é descrito uma grande tempestade ou escuridão que assolou o Egito, o que seria raro naquela região desértica.

- Amoses I. Jacobovici sugere que o significado hebreu para o nome do faraó seria "Irmão de Moisés".[2] O documentário mostra a mumia do filho de Amoses, Sapair, que teria morrido com doze anos de idade. No relato bíblico, o faraó perdeu o seu filho primogênito por causa da décima praga (a praga dos primogênitos).

- A mina de turquesas de Serabit el-Khadim , um campo de mineração no Sinai onde foi encontrada uma inscrição em alfabeto hebreu na qual se lê "Ó El, salve-me dessas minas" . Foi argumentado que o uso do "El" era como os hebreus chamavam Deus antes da revelação do Sinai, o que comprovaria o fato dos hebreus terem sido escravizados no Egito. A inscrição não foi datada, todavia.

## Provas arqueológicas em Micenas
- Tumbas. Jacobovici sugere que os desenhos em três das pedras que ornamentavam tumbas em Micenas ("O círculo de tumbas de Micenas") relatam a travessia do Mar Vermelho. Segundo Jacobovici, as pedras contam como um homem em cima de uma carruagem ataca outro a pé com um cajado, e como esse é alcançado por grandes ondas. Para Jacobovici, seria a história do encontro de Amoses com Moisés, no episódio da divisão das águas do Mar Vermelho. Mas ele admite que os especialistas interpretam a cena como uma corrida de carruagens ou mesmo uma cena de guerra comum.

- Um ornamento de ouro escavado de uma das tumbas de Micenas mostra o que Jacobovici acredita ser o desenho da Arca da Aliança, colocada em um altar. Entretanto, quando ele compara a foto do ornamento com a história bíblica sobre a construção da Arca, há muitas divergências. Jacobovici sugere que os membros da  Tribo de Dã emigraram para Micenas após o Êxodo. Ele alega que Homero chamou o povo enterrado em Micenas de "Dânaos" (Aqueus).  O mito grego, entretanto, conta que Dânaos eram os descendentes do povo de Argos, filhos de Dânae.

## Conjecturas Científicas
Jacobovici sugere que o Êxodo aconteceu após a erupção de Thera ou Santorini, que foi datada entre 1650 ac a 1600 ac. Alguns arqueólogos admitem 1550 ac. Jacobovici, entretanto, trabalha com a data de 1500 ac. Ele explica todas as pragas do Egito e a divisão do Mar Vermelho (na verdade um lago conhecido por "Mar dos Juncos", que quase se extinguiu em 1850 com a construção do Canal de Suez) como fenômenos sísmicos: terremotos, falhas geológicas, liberação de gases e desequilíbrios ambientais.

## Pesquisas anteriores
- O historiador da Antiga Judéia Flavius Josephus sugeriu em seu trabalho Contra Apion que os Hicsos foram os antigos hebreus.

- Muitas das teorias exploradas por Jacobovici foram publicadas anteriormente no livro de 1998 Act of God, escrito pelo historiador britânico Graham Phillips.

## Teologia
Segundo o documentário, muitos historiadores consideram o Êxodo como um "conto de fadas" e outros rejeitam as explicações científicas para milagres. Jacobovici alega que Deus, segundo a descrição cristã-judaíca, manipula a Natureza. O documentário finaliza com a questão dos eventos naturais ou da "mão de Deus", que levaram ao Êxodo.

## Criticas
As assertivas de Jacobovici são grandemente criticadas por cientistas e por teólogos:
- Jacobovici usa uma lógica "circular" para suas afirmações. Na ausência de provas, Jacobovici tenta encontrar no mundo real as explicações para o fenômeno bíblico[3]
- Teólogos criticam o método de Jacobovici de primeiro assumir que a descrição da Bíblia é exata e que existe no mundo real, quando na verdade as explicações divergem do relato bíblico[4]
- Chris Heard,Professor de Religião da Universidade de Pepperdine em seu site "Higgaion", também critica o método usado no documentário[5]
- Chris Heard também afirma que a erupção do Santorini ocorreu entre 1550 ac e 1650 ac, provavelmente entre 1627-1600 ac, com 95% de probabilidade de acerto. Não existe absolutamente provas de que aconteceu em 1500 ac.[6]
- Jacobovici "empurra" o Êxodo para 1500 ac. Entretanto, acredita-se que o faraó Amoses reinou décadas antes, de 1550–1525 ac. Jacobovici não acentua esse ponto e simplesmente muda o reinado de  Amoses para 50 anos no futuro, de acordo com sua teoria, sem nenhuma prova dessa afirmativa.
- Como em hebreu a palavra "Ah" significa irmão, e "Mose" significa Moisés, Jacobovici traduziu o nome do faraó para "irmão de Moisés". Isto seria incorreto, pois segundo os hieroglifos o nome verdadeiro do faraó seria Yahmes. Além disso Moses é uma versão inglesa para uma variante grega do nome hebreu Mosheh.[5]
- Chris Heard cita ainda que a ocorrência do Lago Nyos (Camarões) diverge do que poderia ter acontecido no Rio Nilo, após a citada  erupção.[7]
- Não existe provas arqueológicas da suposição apresentada por  Jacobovici, de que os primogênitos egípcios dormiam em camas enquanto os irmãos dormiam em sótãos. A explicação de Jacobovici de que a décima praga foi causada por dióxido de carbono, não coincide com a descrição da Bíblia[4]
- Chris Heard em  "Higgaion" afirma que enquanto Jacobovici conta que uma nuvem pálpavel cobriu o Egito, a 800 quilômetros da erupção vulcânica do Santorini, os geólogos dizem que encontraram amostras microscópicas que não poderiam causar esse fenômeno, mas sim uma poeira invisível aos olhos humanos.[8]
- Jacobovici afirma que a divisão de águas foi antecedida por um desnível acentuado do solo, e depois por um segundo tsunami, que teria ocorrido com a volta da nivelação de origem. Não há provas geológicas de que tal desastre, com essa magnitude, tenha ocorrido no local.[9]
- Jacobovici apresenta a pintura da tumba de Beni Haçane como prova da migração dos judeus para o Egito. Entretanto, Jacobovici ignora o fato de que a pintura foi detalhada pelo autor, identificando a caravana como de mercadores e não migrantes; vindos da terra de Shut, que não está na área de Israel; e foi datada como do reinado de Sesóstris II, por volta de 1890 ac e não 1700 ac, como foi dito no documentário.
- Prof. Heard afirma que mostrar o anel com o suposto sinal de Jacó, usado por seu filho  José, ignora o fato de que José viveu no "segundo período intermediário egípcio" e Yakov é uma variação comum para semitas em geral (não apenas hebreus), usadas nesse período. Jacobovici não explica porque José assinaria com o anel do seu pai e não o seu próprio[10]
- Chris Heard também afirma que a referência em Serabit el-Khadem à El, não prova necessariamente que trata-se de uma inscrição hebraica. El é um termo comum semita para Deus (não só por hebreus) (por exemplo, pode referir-se ao deus Baal); e a palavra El é usada na Bíblia para identificar outros deuses.[11]
- A referência ao papiro de Ipuur, que segundo Jacobivici descreve a praga do gelo e fogo, na verdade foi datado como de  1850 ac - 1600 ac, 100 anos antes da data de 1500 ac, defendida como sendo a do Êxodo.
- O granito de El-Arish foi datada com milhares de anos de idade antes de  1500 ac. E o símbolo apontado por Jacobovici como o da divisão das águas, duas facas e três ondas, pode ser coincidência.
- Chris Heard afirma que são três estelas gregas, mas são mostradas apenas duas nas tumbas de Micenas. A primeira é uma cena de caçada com carruagens e não Moisés com o faraó. As figuras são reconhecidas como leões, e não cavalos como na visualização por computador[12][13]
- A suposta representação da água, segundo Jacobovici, é uma figura muito comum na arte miscênica do período[13]
- A figura citada por Jacobovici traz uma peça grega, não descrita na Bíblia como parte da Arca da Aliança.[14]
- Não existe provas de que uma das tribos do Êxodo foi para a Grécia.